# Fabian Wiede
Fabian Wiede (* 8. Februar 1994 in Belzig) ist ein deutscher Handballspieler, der auf der Spielposition im Rückraum eingesetzt wird.

## Vereinskarriere
Fabian Wiede begann 1999, zusammen mit Marvin Sommer und Willy Weyhrauch, beim MBSV Belzig mit dem Handballspielen. Von 2006 bis 2009 spielte er beim 1. VfL Potsdam. Anschließend wechselte er zu den Füchsen Berlin. Mit den Berlinern gewann er 2010 die deutsche B-Jugend- sowie 2011, 2012 und 2013 die A-Jugend-Meisterschaft. In der Saison 2012/13 gab der 1,94 Meter große Rückraumspieler sein Debüt im Profikader der Füchse, seit der Saison 2013/14 gehört er fest zur Bundesligamannschaft, mit der er den DHB-Pokal 2013/14, den EHF Europa Pokal 2014/15, den EHF-Pokal 2017/18 und die EHF European League 2022/23 gewann. In der Saison 2024/25 gewann er mit den Füchsen den ersten Meistertitel der Vereinsgeschichte.

### Bundesligabilanz
| Saison    | Verein        | Spielklasse | Spiele | Tore | 7-Meter | Feldtore |
| --------- | ------------- | ----------- | ------ | ---- | ------- | -------- |
| 2012/13   | Füchse Berlin | Bundesliga  | 9      | 7    | 1       | 6        |
| 2013/14   | Füchse Berlin | Bundesliga  | 34     | 68   | 0       | 68       |
| 2014/15   | Füchse Berlin | Bundesliga  | 36     | 87   | 10      | 77       |
| 2015/16   | Füchse Berlin | Bundesliga  | 32     | 142  | 29      | 113      |
| 2016/17   | Füchse Berlin | Bundesliga  | 24     | 89   | 18      | 71       |
| 2017/18   | Füchse Berlin | Bundesliga  | 31     | 105  | 1       | 104      |
| 2018/19   | Füchse Berlin | Bundesliga  | 24     | 89   | 2       | 87       |
| 2019/20   | Füchse Berlin | Bundesliga  | 20     | 65   | 0       | 65       |
| 2020/21   | Füchse Berlin | Bundesliga  | 37     | 112  | 2       | 110      |
| 2021/22   | Füchse Berlin | Bundesliga  | 28     | 80   | 0       | 80       |
| 2022/23   | Füchse Berlin | Bundesliga  | 32     | 84   | 0       | 84       |
| 2012–2023 | gesamt        | Bundesliga  | 314    | 928  | 63      | 865      |

Quelle: Spielerprofil bei der Handball-Bundesliga

## Nationalmannschaft
Wiede gehört zum Kader der deutschen Juniorennationalmannschaft, für die er 17 Länderspiele bestritt, in denen er 41 Tore erzielte. Der Linkshänder lief sechs Mal für die deutsche B-Nationalmannschaft auf. Nachdem Steffen Weinhold aufgrund einer Verletzung die Teilnahme für ein im Januar 2014 stattfindendes Vier-Länder-Turnier absagen musste, wurde Wiede erstmals in den Kader der A-Nationalmannschaft berufen. Am 4. Januar 2014 gab er sein Debüt gegen Russland. Am 31. Januar 2016 wurde Wiede mit der deutschen Mannschaft Europameister. Bei den Olympischen Spielen 2016 in Rio de Janeiro gewann er mit dem Nationalteam die Bronzemedaille. Dafür wurde er am 1. November 2016 mit dem Silbernen Lorbeerblatt geehrt. Anfang November 2016 zog sich Wiede eine schwere Schulterverletzung zu und fiel infolgedessen für die Weltmeisterschaft 2017 in Frankreich aus. Zur Europameisterschaft 2018 wurde er von Bundestrainer Christian Prokop in den 20er-Kader berufen, der die Vorbereitung bestritt. Er schaffte es anschließend nicht in den Kader. Bei der Weltmeisterschaft 2019 in Deutschland und Dänemark wurde er mit dem DHB-Team Vierter. Das Spiel um Platz drei verlor man gegen die Franzosen 25:26. Während des Turniers erzielte er 24 Tore und wurde ins All Star Team gewählt.
Bei der Europameisterschaft 2020 konnte er nicht für Deutschland antreten. Er unterzog sich kurz vor der Europameisterschaft einer Operation an der Schulter. Für die Europameisterschaft 2022 wurde Wiede vor dem dritten Spieltag nachnominiert.
Er absolvierte bisher 91 Spiele, in denen er 174 Tore erzielte.

## Privates
Am 23. April 2016 durfte Wiede sich in das Ehrenbuch der Stadt Bad Belzig eintragen. Wiede hat seit 2021 einen Sohn und ist seit Dezember 2022 verheiratet.